# Baler
Baler là một đô thị cấp ba ở tỉnh Aurora, Philippines. Đây là thủ phủ tỉnh Aurora. Theo điều tra dân số năm 2000, đô thị này có dân số 29.923 người với 5.955 người trong mỗi hộ.
Baler là trung tâm kinh tế và chính trị của Aurora, cách thủ đô Manila 230 km về phía đông bắc.

## Các đơn vị hành chính
Baler, về mặt hành chính, được chia thành 13 khu phố (barangay).
- Barangay I (Pob.)
- Barangay II (Pob.)
- Barangay III (Pob.)
- Barangay IV (Pob.)
- Barangay V (Pob.)
- Buhangin
- Calabuanan
- Obligacion
- Pingit
- Reserva
- Sabang
- Suklayin
- Zabali